# Helius rufithorax
Helius rufithorax är en tvåvingeart som beskrevs av Alexander 1928. Helius rufithorax ingår i släktet Helius och familjen småharkrankar.
Artens utbredningsområde är Taiwan. Inga underarter finns listade i Catalogue of Life.